# (2958) Arpetito
(2958) Arpetito est un astéroïde de la ceinture principale.

## Description
(2958) Arpetito est un astéroïde de la ceinture principale. Il fut découvert le 28 février 1981 à La Silla par Henri Debehogne et Giovanni de Sanctis. Il présente une orbite caractérisée par un demi-grand axe de 2,87 UA, une excentricité de 0,01 et une inclinaison de 1,0° par rapport à l'écliptique.

## Compléments